# Sofía Mazagatos
Sofia Mazagatos Gómez (Madrid, 5 ottobre 1973) è una modella spagnola, eletta Miss Spagna nel 1991.

## Biografia
La carriera di modella di Sofía Mazagatos inizia dopo la vittoria del titolo di Miss Spagna nel 1991, ed il raggiungimento delle semifinali di Miss Europa un anno dopo.
Nel 1993 la stazione televisiva Telecinco le offre la possibilità di condurre il programma per bambini del mattino Desayuna con alegría e del mezzogiorno A mediodia alegría, affiancata da Luis Alberto Sánchez e Inma Brunton. Nel 1996 ha fondato un'agenzia di moda con la collega Mar Flores.
Dopo aver studiato per alcuni anni presso l'Actor's Studio di New York, debutta come attrice nel 2000 nella serie televisiva Paraíso. Successivamente è apparsa in altre serie televisive ed in film cinematografici come The Sea Wolf (2001) Las pasiones de sor Juana (2004) e Take off (2005).